# Cyphelium marcianum
Cyphelium marcianum är en lavart som beskrevs av B. de Lesd. Cyphelium marcianum ingår i släktet Cyphelium och familjen Physciaceae.   Inga underarter finns listade i Catalogue of Life.